# Kbkm wz. 2003

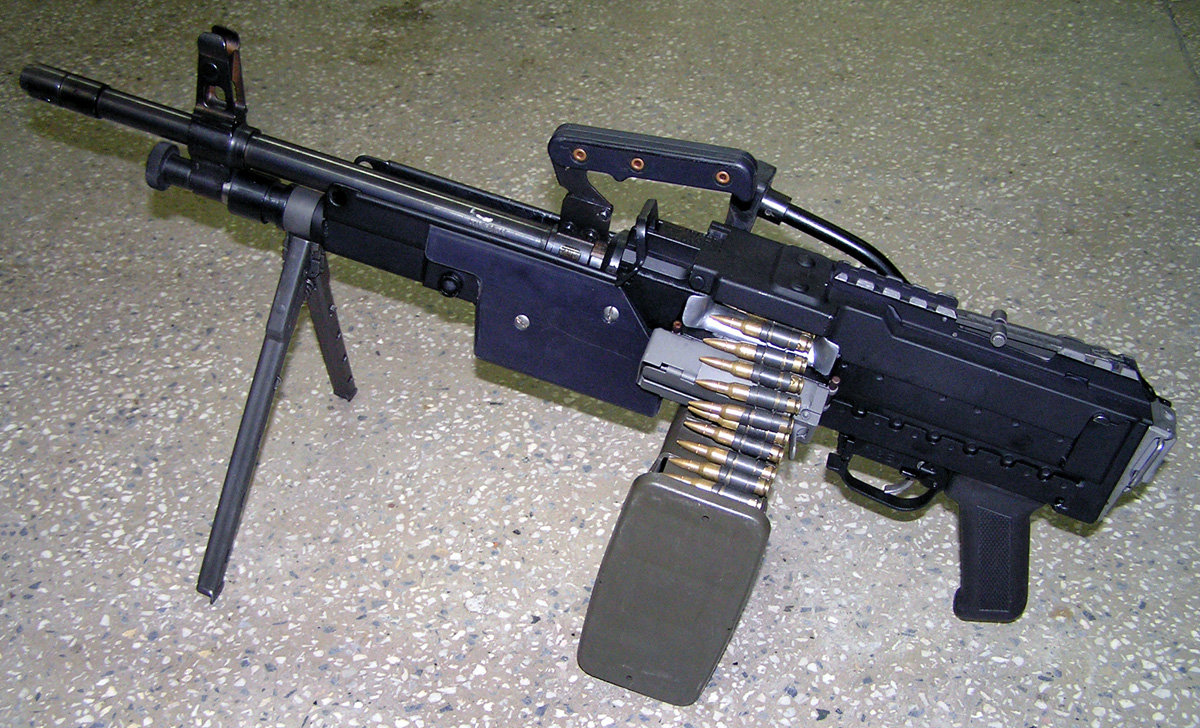
Kbkm wz. 2003 com a coronha dobrada

A kbkm wz. 2003 (em polonês/polaco:  karabinek maszynowy wzór 2003, carabina-metralhadora modelo 2003) é uma metralhadora leve de 5,56×45mm NATO de origem polonesa, projetada no início dos anos 2000 para substituir a série PKM de 7,62×54mmR de armas de apoio. Sua produção é totalmente compatível com todos os padrões da OTAN. Duas versões desta arma foram desenvolvidas: a kbkm. 2003S - versão padrão e a kbkm. 2003D - versão para unidades aerotransportadas ou de assalto com cano mais curto. No geral, ela foi testada e não adquirida pelo Exército Polonês.